# بلود (نرم‌افزار)
بلود (به انگلیسی: Blued)، در حال حاضر بزرگترین برنامه اجتماعی همجنسگرا در جهان است که در سال ۲۰۱۲ راه اندازی شده‌است. این برنامه به صورت رایگان انتشار یافته و در حال حاضر حدود ۲۷ میلیون کاربر با اکثریت چینی در این برنامه فعال هستند. ویژگی‌های برنامه شامل پروفایل‌های تأیید شده، پخش زنده(live)، یک جدول زمانی و مکالمات گروهی است. این برنامه در حال حاضر حدود ۶۰۰ میلیون دلار ارزش دارد.